# En attendant les nuages
Pour plus de détails, voir Fiche technique et Distribution.
En attendant les nuages (Bulutları Beklerken) est un long métrage réalisé par Yeşim Ustaoğlu en 2004. Le film est tiré du roman Tamáma de Yiórgos Andreádis.

## Synopsis
En 1975, Ayşe, une femme d'une soixantaine d'années, vit dans un village de pêcheurs turcs de la région de Trébizonde, seule depuis la mort de sa sœur aînée. Elle a tissé avec son petit voisin Mehmet une relation de grand-mère à petit-fils qui se soucient l'un de l'autre et s'entraident. Après l'estivage, Ayşe refuse de retourner au village et reste dans sa cabane en bois dans les montagnes entre les nuages, où elle passe des heures à ranger, réparer, tisser en se parlant à elle-même dans une langue inconnue de Mehmet. Quand un étranger, Thanasis, apparaît dans le village, Mehmet l'entend parler la même langue et l'emmène alors chez Ayşe.
Depuis plus d'un demi-siècle, Ayşe a tu et même oublié ses racines : avant son adoption par une famille turque, elle était la fillette d'une famille grecque orthodoxe pontique massacrée et son nom de baptême était Hélène. Mais Thanasis, un Pontique vivant en exil et revenu revoir son pays natal, lui rappelle ces racines, et dès lors sa conscience est tourmentée parce qu'à l'âge de dix ans elle n'a pas voulu suivre son frère, expulsé vers la Grèce selon les obligations du traité de Lausanne, préférant rester dans son pays natal avec sa famille adoptive turque.
Cinquante ans après la séparation, elle est désormais prête à explorer son propre passé et à retrouver son frère perdu : elle se rend en Grèce.

## Fiche technique
- Titre anglais : Waiting for the clouds
- Titre turc : Bulutları Beklerken
- Titre grec : Περιμένοντας τα Σύννεφα
- Réalisation : Yeşim Ustaoğlu
- Scénario : Pétros Márkaris et Yeşim Ustaoğlu d'après un roman de Georgios Andreadis
- Musique : Michael Galasso
- Photographie : Jacek Petrycki
- Montage : Nicolas Gaster et Timo Linnasalo
- Production : Setareh Farsi et Behrooz Hashemian
- Société de production : Silkroad Production, Flying Moon Filmproduktion, Ideefixe Productions, Ustaoglu Production, Yalandünya, ZDF, Arte France Cinéma et NHK
- Société de distribution : Eurozoom (France)
- Pays :  Allemagne,  France,  Grèce,  Turquie
- Genre : drame
- Durée : 90 minutes
- Dates de sortie : 
  -  Corée du Sud : 10 octobre 2004 (festival international du film de Busan)
  -  Turquie : 7 janvier 2005
  -  France : 19 avril 2006
- Le film est également sorti en DVD, avec sous-titres en anglais et allemand.

## Autour du film
Les habitants de la vallée d’Of, où le film a été tourné, s’étaient convertis à l’islam mais parlaient le pontique jusqu’à ce tournage, mais, après les polémiques suscitées par le film autour de leur statut de survivants d’un génocide, la plupart sont passés au turc en raison de l’extrême nationalisme régissant la culture politique et la société turque. Leur situation avait déjà été précarisée huit ans auparavant, par la parution à Istanbul en 1996 de l’ouvrage « La culture du Pont » (Pontos Kültürü) de l’historien turc Ömer Asan qui dévoila l’existence de nombreux locuteurs du pontique, peut-être 300 000, notamment dans une soixantaine de villages aux alentours de Trébizonde. Compte tenu du nationalisme exacerbé devenu partie intégrante de l’identité turque, Ömer Asan en 1996 et Yeşim Ustaoğlu en 2004 furent accusés de « trahison », d’« insulte à la mémoire d’Atatürk », de vouloir le « démembrement de la Turquie » ou d’y « réintroduire le christianisme et l’hellénisme ». Asan fut déféré devant les tribunaux et finalement acquitté, mais depuis cette affaire, les pontiques, déjà islamisés, évitent d’employer leur langue et passent progressivement au turc.